# Língua ao
A língua Ao é uma língua da família naga falada pelo povo ao naga na Nagalândia, no nordeste da Índia.

## Cluster da língua Ao
Ethnologue lista as seguintes variedades de Ao.
- Dialeto Mongsen Khari[1]
- Dialeto Changki[1]
- DialetoChongli (chungli)
- Dialeto Dordar (Yacham)[1]
- Dialeto Longla[1]

Chongli e Mongsen são quase mutuamente ininteligíveis.
Mills (1926) lista as tribos Ao Naga da Nagalândia como falando três línguas: Chungli, Mongsen e Changki. Chungli Ao e Mongsen Ao são falados na maioria das aldeias Ao, enquanto os falantes de Changki formam os falantes menores.
Mongsen Ao é falado principalmente na parte ocidental do território Ao.
Changki Ao é falado apenas em 3 aldeias - Changki, Japu e Longjemdang - que está mal documentado, embora supostamente relacionado a Mongsen Ao. Alguns falantes de Changki podem conversar fluentemente em Mongsen e Chungli, mas um Mongsen Ao não pode falar Changki ou entendê-lo, enquanto um Chungli dificilmente pode entender ou falar Changki. Chungli Ao e Mongsen Ao não são mutuamente inteligíveis.
A fala de cada aldeia Ao tem suas próprias características distintas. Muitas aldeias contêm falantes de Chungli e Mongsen.

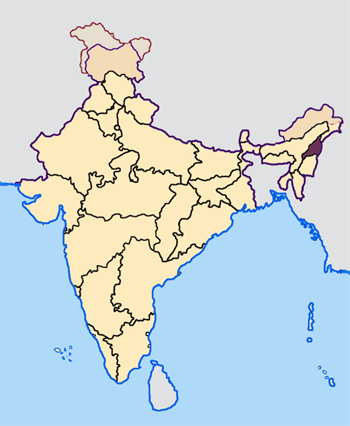
Localização da Nagalândia

## Fonologia

### Vogais
|         | Frontal | Central | Posterior |
| ------- | ------- | ------- | --------- |
| Fechada | I       |         | ɯ, u      |
| Semi    | e       | ə       | o         |
| Aberta  |         | a       | ɔ         |

### Consoantes
|             |             | Labial | Alveolar | Retroflexa | Dorsal | Glotal |
| ----------- | ----------- | ------ | -------- | ---------- | ------ | ------ |
| Nasal       | Nasal       | m      | n        |            | ŋ      |        |
| Pare        | Plana       | p, b   | t, d     |            | k, g   | ʔ      |
| Pare        | Aspirada    | pʰ     | tʰ       |            | kʰ     |        |
| Africada    | Africada    |        | t͡s       |            | t͡ɕ, d͡ʑ |        |
| Fricativa   | Fricativa   |        | s, z     | ɭ˔         | ɕ      |        |
| Tepe        | Tepe        |        | ɾ        |            |        |        |
| Aproximante | Aproximante | w      | l        |            | j      |        |

### Tons
Este idioma tem 3 tons, tom médio ˧ tom crescente ˩˥ e tom decrescente ˥˩.